# Europa zuerst
Europa zuerst (englisch Europe First), auch bekannt als Deutschland zuerst (englisch Germany First), war das Schlüsselelement der Grand Strategy, die von den Vereinigten Staaten und dem Vereinigten Königreich während des Zweiten Weltkriegs vereinbart wurde. Die Strategie besagte, dass die Vereinigten Staaten und das Vereinigte Königreich das Gros ihrer Ressourcen nutzen, um zuerst das nationalsozialistische Deutschland in Europa zu bezwingen. Gleichzeitig würde Japan im Pazifik mit einem geringeren Einsatz von Ressourcen und einer Hinhaltetaktik beschäftigt werden. Nach dem Sieg über Deutschland, die größere Bedrohung für Großbritannien, würden sich alle Alliierten auf Japan konzentrieren können.
Kurz nachdem die Vereinigten Staaten in den Krieg eingetreten waren, fand die Arcadia-Konferenz um den Jahreswechsel 1941/42 mit Präsident Franklin Roosevelt und Premierminister Winston Churchill in Washington statt. Auf ihr wurde die Strategie Europa zuerst bestätigt. US-amerikanische Statistiken zeigen jedoch, dass die Vereinigten Staaten in den ersten Jahren des Krieges mehr Mittel zur Bekämpfung des japanischen Vormarsches einsetzten. Erst 1944 bildeten die US-Mittel, die für die Niederwerfung Deutschlands vorgesehen waren, ein deutliches Übergewicht.

## Grand Strategy
Deutschland war die größte Bedrohung für das Vereinigte Königreich, besonders nach dem Fall Frankreichs 1940, als Deutschland die meisten Länder Westeuropas überrannte und das Vereinigte Königreich Deutschland alleine bekämpfte. Die geplante Invasion Deutschlands in Großbritannien, Operation Seelöwe, wurde abgewendet, indem Deutschland die Luftüberlegenheit in der Luftschlacht um England nicht gewinnen konnte und als Seemacht klar unterlegen war. Zur gleichen Zeit schien der Krieg gegen Japan in Ostasien immer wahrscheinlicher. Obwohl die USA sich weder mit Deutschland noch mit Japan im Krieg befanden, trafen sich die USA mehrfach mit Großbritannien für die Ausarbeitung gemeinsamer Strategien. In dem Bericht der ABC-1-Konferenz vom 29. März 1941 vereinbarten die USA und Großbritannien ihre strategischen Ziele: (1) Erzielen der frühen Niederlage Deutschlands als vorherrschendem Mitglied der Achsenmächte. Der Schwerpunkt der militärischen Anstrengungen der Vereinigten Staaten sollte auf den atlantischen und europäischen Bereich gebündelt werden und (2) Eine strategische Defensive im Fernen Osten.
So stimmten die Vereinigten Staaten mit den Briten in der Grand Strategy mit „Europa zuerst“ (oder „Deutschland zuerst“) in der Ausrichtung ihrer militärische Operationen für den Zweiten Weltkrieg überein. Großbritannien befürchtete, dass, wenn die Vereinigten Staaten ihren Hauptfokus von Europa zum Pazifik (Japan) änderten, Hitler sowohl die Sowjetunion als auch Großbritannien niederwerfen könnte, was zu einer uneinnehmbaren Festung Europa führen würde. Die Wunde, die Japan mit dem Angriff auf Pearl Harbor den Vereinigten Staaten am 7. Dezember 1941 zufügte, führte zu keiner Änderung der amerikanischen Politik. Kurz nach dem Angriff eilte Ministerpräsident Churchill für die Arcadia-Konferenz nach Washington, wo die Strategie „Europa zuerst“ bestätigt wurde. Die beiden Länder bekräftigten: „Ungeachtet des Eintritts Japans in den Krieg bleibt Deutschland der Hauptfeind, und dessen Niederlage ist der Schlüssel zum Sieg. Nach der Niederlage Deutschlands muss der Zusammenbruch Italiens und die Niederlage Japans folgen.“

## Vereinigte Staaten
Die Strategie „Europa zuerst“ in Verbindung mit der „Hinhaltetaktik“ gegen Japan war Roosevelt ursprünglich 1940 vom US-Militär vorgeschlagen worden. Nach dem Angriff auf Pearl Harbor vom 7. Dezember 1941 und der Kriegserklärung Deutschlands und Italiens an die Vereinigten Staaten vom 11. Dezember 1941 befanden sich die USA nicht nur in einem Zweifrontenkrieg, sondern in einem Zwei-Ozeane-Krieg im Pazifik und im Atlantik. Die USA mussten entscheiden, wie sie ihre Ressourcen zwischen den beiden Kriegsschauplätzen aufteilten. Auf der einen Seite hatte Japan die Vereinigten Staaten direkt in Pearl Harbor angegriffen, und die japanische Marine bedrohte das Territorium der Vereinigten Staaten in einer Weise, zu der Deutschland mit seiner begrenzten Oberflächenflotte nicht in der Lage war. Auf der anderen Seite wurde Deutschland allgemein als die stärkere und gefährlichere Bedrohung für Europa angesehen, weil nur das Vereinigte Königreich und die Sowjetunion Nazi-Deutschland bekämpften. Die geografische Nähe Deutschlands zu Großbritannien und der Sowjetunion wurde daher als die größere Bedrohung angesehen.
Vor dem Angriff auf Pearl Harbor hatten amerikanische Planer die Möglichkeit eines Zweifrontenkrieges vorausgesehen. Der Chief of Naval Operations, Harold Rainsford Stark, verfasste das Plan-Dog-Memorandum, in dem er sich dafür aussprach, sich auf den Sieg in Europa zu konzentrieren. Trotz der Bestätigung der USA für „Europa zuerst“ Strategie galt die unmittelbare Besorgnis nach dem Angriff auf Pearl Harbor Japan. General George Marshall, Generalstabschef der US-Streitkräfte, sagte später: „Wir hatten ein klares Verständnis, was wir, statt lange Gespräche zu führen, am besten tun sollten … Dieses Verständnis, das die Anerkennung des Deutschen Reichs als Hauptfeind einschloss und die Hauptbemühungen zunächst in Europa vorsah, war in der gegenwärtigen Situation offensichtlich nicht anwendbar. Von höchster Wichtigkeit war jetzt die Notwendigkeit, die Japaner in Schach zu halten.“ Nichtsdestoweniger befürworteten Marshall und andere amerikanische Generäle den Plan in Nordeuropa im Jahr 1943 einzumarschieren, was die Briten jedoch ablehnten.
Nachdem Churchill 1942 auf eine Landung in Französisch-Nordafrika gedrängt hatte, schlug Marshall Präsident Roosevelt stattdessen vor, dass die USA die „Europa zuerst“ Strategie aufgeben und mit der Offensive im Pazifik starten sollten. Roosevelt „missbilligte“ den Vorschlag, da dies die Sowjetunion, welche zu jener Zeit die Hauptlast im Kampf gegen Deutschland trug, schwächen würde. Mit Roosevelts Unterstützung und da Marshall die Briten nicht dazu bewegen konnte, ihre Meinung zu ändern, begann im Juli 1942 die Planung für die später im Jahr angesetzte Landung in Französisch-Nordafrika. Die britisch-amerikanische Landung in Nordafrika, Operation Torch, begann am 8. November 1942.
Die „Europa zuerst“ Strategie blieb während des gesamten Krieges in Kraft. Jedoch wurden die Inhalte der Begriffe „Hinhaltetaktik“ und „begrenzte Offensive“ für den Pazifik von hochrangigen US-Befehlshabern und bei Konferenzen mit alliierten Führern bei Bedarf abgeändert und umgedeutet. Die strategische Lage im Pazifik und die damit verbundenen logistischen Anforderungen dominierten das Vorgehen der Vereinigten Staaten nach ihrem Kriegseintritt und führten zu einem anfänglichen Fokus auf den Pazifik. Auch in den späteren Kriegsphasen gab es einen intensiven Wettbewerb um Ressourcen, da die Operationen in beiden Regionen ausgeweitet wurden.

## Widerstand
Die „Europa zuerst“ Strategie trieb einen Keil zwischen die US Marine und die US-Armee. Im Unterschied zur britischen Wahrnehmung war US Flottenadmiral Ernest King ein Vertreter der „Europa zuerst“ Strategie. Seine militärische Sichtweise erlaubte es ihm jedoch nicht, Ressourcen im Atlantik zu lassen, die im Pazifik genutzt werden konnten. Dies besonders, wenn „es fraglich war wann - wenn überhaupt - die Briten einer Cross-Channel-Operation zustimmen würden.“ King monierte, dass der Pazifik 30 % der alliierten Ressourcen verdiente, aber nur 15 % erhielte. Der gemeinsame Einfluss von King und General Douglas MacArthur erhöhte die Ressourcenallokation auf den Pazifikkrieg, trotz – oder teilweise vielleicht gerade wegen – der Tatsache, dass die beiden Männer nicht miteinander auskamen.

General Hastings Ismay, Stabschef von Winston Churchill, beschrieb King als:
hart wie ein Nagel und Stocksteif. Er war stumpf und standhaft, fast bis zur Unhöflichkeit. Am Anfang war er intolerant und misstrauisch gegenüber allem Britischen, besonders der Royal Navy; aber er war fast genauso intolerant und misstrauisch gegenüber dem Militär der USA. Sein lebenslanges Studium hatte er dem Krieg gegen Japan gewidmet und er ärgerte sich über die Idee, dass amerikanische Ressourcen für irgendeinen anderen Zweck eingesetzt würden. Er misstraute Churchills Überzeugungskraft und befürchtete, Präsident Roosevelt könne den Krieg im Pazifik vernachlässigen.
Bei der Casablanca-Konferenz vom Januar 1943 wurde King von Feldmarschall Sir Alan Brooke beschuldigt, den Pazifikkrieg begünstigt zu haben, und der Streit eskalierte. Der kämpferische General Joseph Stilwell schrieb: „Brooke wurde unangenehm und kränkte King schwer. King wäre Brook fast über den Tisch hinweg angesprungen. Gott, er war verrückt. Ich wünschte, er hätte ihm eine verpasst.“
Das amerikanische Volk favorisierte ein frühes Vorgehen gegen Japan. Im Februar 1943, in einer der wenigen Meinungsumfragen während des Krieges, meinten 53 Prozent der Amerikaner, Japan sei der „Hauptfeind“, verglichen mit 34 Prozent, die Deutschland wählten. Eine spätere Umfrage ergab, dass 82 Prozent der Amerikaner glaubten, die Japaner seien „grausameren Herzens“ als Deutsche. Als Folge der unmittelbaren Bedrohung und der Notwendigkeit, den Vormarsch Japans über den Pazifik einzudämmen, überstiegen die amerikanischen Mittel, die dem Kampf gegen Japan zugeteilt wurden, anfänglich die für Europa bereitgestellten Mittel. In den ersten sechs Monaten, in denen sich die USA im Krieg befanden, schickte die US-Armee mehr als 300.000 Soldaten in den Pazifik, während weniger als 100.000 nach Europa entsandt wurden. Im Pazifik fand dann im August 1942 die erste große Offensive der USA im Zweiten Weltkrieg statt: Die Schlacht um Guadalcanal. Gleichzeitig griffen australische Truppen die Japaner in der Kokoda-Track-Kampagne in Papua-Neuguinea an und drängten sie zurück.

## Analyse
Auf Ersuchen von Premierminister Churchill wurden im Februar und März 1942 vier Divisionen der US-Armee nach Australien und Neuseeland entsandt. So konnten die erfahrenen Divisionen aus Australien und Neuseeland, welche bereits im Nahen Osten waren, mit ihrem Einsatz gegen die Deutschen fortfahren. Folglich unterstützten die USA mit der Entsendung der Soldaten in den Pazifik auch die „Europa zuerst“ Strategie.
Im Jahr 1943 waren die beiden Verbündeten, USA und Großbritannien, noch nicht im Stande, eine Invasion in dem von Deutschland kontrollierten Nordeuropa zu beginnen. Deshalb mobilisierten die USA in den ersten beiden Kriegsjahren mehr militärische Kräfte gegen Japan als gegen Deutschland. Noch im Dezember 1943 war die Zahl der US-Truppen im Pazifik und Atlantik nahezu ausgeglichen. Gegen Japan setzten die USA 1.873.023 Soldaten, 7.857 Flugzeuge und 713 Kriegsschiffe ein. Gegen Deutschland waren es 1.810.367 Soldaten, 8.807 Flugzeuge und 515 Kriegsschiffe.
Anfang 1944 verlagerten die USA den Schwerpunkt ihres militärischen Aufmarsches auf die Invasion Frankreichs. Das Gewicht der Kräfte verschob sich in Richtung Atlantik und machte „Europa zuerst“ zur Realität.
Obwohl die meisten amerikanischen Ressourcen im Jahr 1944 nach Europa gelangten, verfügten die USA weiterhin über ausreichende Mittel, um mehrere größere militärische Operationen im Pazifik durchzuführen: die Schlacht um Saipan im Juni 1944, die Schlacht um Guam im Juli 1944, die Schlacht um Peleliu im September 1944 und die Invasion der Philippinen in der Schlacht um Leyte im Oktober 1944.
In den Jahren 1944 und 1945 verlagerte sich das Gleichgewicht der US-Ressourcen stark nach Europa. Die „Europa zuerst“ Strategie war zur Realität geworden und nicht nur ein erklärtes Ziel geblieben. Am Kriegsende hatte die US-Armee in Europa 47 Divisionen, im Pazifik waren es 21 Divisionen sowie 6 Marine Divisionen. Achtundsiebzig Prozent der Streitkräfte der US-Armee und der US-Luftstreitkräfte wurden gegen Deutschland eingesetzt, im Pazifik waren es bloß 22 Prozent. Der Invasionsplan für Japan sah die Verlegung von 15 Divisionen von Europa in den Pazifik vor.
Die unkritische Ansicht, wonach die „Europa zuerst“ Strategie die Zuteilung der Ressourcen für den gesamten Krieg diktierte, hat einige Gelehrte veranlasst, die Ressourcen zu unterschätzen, die benötigt wurden, um Japan zu besiegen. So erklärte der Historiker Hedley Paul Willmott, dass die Vereinigten Staaten „wenig mehr als ein Viertel ihrer gesamten Kriegsbemühungen dem Kampf gegen Japan widmeten.“  Gemäß den offiziellen US-Statistiken waren bei der Kapitulation Deutschlands im Mai 1945, 70 Prozent der US Navy, alle Marine Corps sowie 22 Prozent der Army im Pazifik eingesetzt.